# نبوغ چارلز داروین
نبوغ چارلز داروین فیلم مستند تلویزیونی سه قسمتی است که توسط زیست‌شناس فرگشتی ریچارد داوکینز نوشته و ارائه شده‌است.
این مستند اولین بار در سال ۲۰۰۸ در کانال ۴ به نمایش درآمده و در ژانویه ۲۰۰۹ برندهٔ بهترین سری فیلم مستند تلویزیونی از جوایز پخش بریتانیا شد.

## قسمت اول:زندگی، داروین و همه چیز
در اولین قسمت ریچارد داوکینز مکانیسم‌های اساسی انتخاب طبیعی را توضیح می‌دهد، و داستان چگونگی بسط نظریه چارلز داروین توسط او را می‌گوید.
او یک سال در کلاس علوم برای ۱۱ نفر از دانش‌آموزان دربارهٔ فرگشت تدریس می‌کند، که بیشتر آن‌ها تمایلی به پذیرفتن آن ندارند. سپس برای جستجوی فسیل آن‌ها را به ساحل ژوراسیک در دورست می‌برد، با این امید که دانش‌آموزان بتوانند بعضی از مدارک را خودشان ببینند.
داوکینز همچنین به محل تولدش، نایروبی، می‌رود، و در آنجا با زن تن‌فروشی که به نظر می‌رسد نسبت به اچ‌آی‌وی ایمنی ذاتی دارد
مصاحبه می‌کند و با میکروبیولوژیست لاری گرمن گفتگو می‌کند. او در ادامه پیش‌بینی می‌کند که صفت ایمنی ذاتی در آینده در طول زمان رواج بیشتری خواهد یافت.

## قسمت دوم:میمون پنجم
در قسمت دوم ریچارد داوکینز به بعضی از پیامدهای فلسفی و اجتماعی کتاب نظریه تکامل می‌پردازد.
ریچارد داوکینز این قسمت را با گفتگو با ریچارد لیکیِ دیرینه‌شناس در کنیا شروع می‌کند. سپس برای مصاحبه با اسقف بونیفس آدیو به بخش «مسیح پاسخ است»، بزرگترین کلیسای پنطیکاستیسم کنیا می‌رود. آدیو جنبشی را برای فشار آوردن به موزه ملی کنیا به منظور حذف استخوانهایی که به تکامل انسان از میمون اشاره می‌کند از مجموعهٔ استخوانهایش رهبری کرده‌است. در مجموعهٔ استخوان‌های موزه از جمله استخوان پسربچه ترکانا است که توسط کامویا کیمئو، از اعضای تیمی که در سال ۱۹۸۴ توسط لیکی هدایت می‌شد، کشف شده‌است.
داوکینز در مورد داروینیسم اجتماعی و اصلاح نژاد بحث کرده و توضیح می‌دهد که چرا این‌ها تفسیرهایی از انتخاب طبیعی نیستند و به اشتباه داروین را با نسبت دادن این مطالب لکه‌دار کرده‌اند.
داوکینز سپس برای بحث در مورد سازگاری اخلاق با انتخاب طبیعی به دیدار استیون پینکرروانشناس فرگشتی می‌رود. او در ادامه انتخاب جنسی را با مثال آوردن طاووس توضیح می‌دهد. برای پیدا کردن جواب این سؤال آیا انتخاب جنسی در ایثار و مهربانی بین انسان‌ها تأثیر دارد؟ به دیدار زنانی که در جستجوی اهداکنندهٔ اسپرم هستند و همین‌طور مدیر بانک اسپرم می‌رود. داوکینز همچنین در مورد انتخاب خویشاوندی و ژن خودخواه توضیح می‌دهد.

## قسمت سوم:خداوند به عقب رانده می‌شود
در قسمت سوم و آخرین قسمت، داوکینز توضیح می‌دهد که چرا تئوری داروین یکی از بحث‌برانگیزترین ایده‌های تاریخ بوده‌است.
داوکینز با استفاده از این قسمت مخالفت‌هایی که از ابتدای کشف تکامل با آن صورت گرفته را مورد بحث قرار می‌دهد. او با نزدیکی به افراد ضد-تکامل از جان مک‌کی که در مورد خلقت پژوهش می‌کند گرفته و وندی رایت مدیر نگرانی‌های زنان برای آمریکا و معلم انگلیسی مدرسه شروع می‌کند. برای رفع نگرانی‌های آن‌ها داوکینز مدرک تکامل از جمله شواهد فسیلی و دی‌ان‌ای را نشان می‌دهد. او همچنین با معلمانِ دانش‌آموزانی که در قسمت اول فیلم به آن‌ها تدریس کرد صحبت کرده و از آن‌ها می‌پرسد چرا برای آموزش مطالب علمی به اندازهٔ کافی مناسب نیستند و چرا به دانش‌آموزانشان اجازه نمی‌دهند باور کنند که حقیقت موضوعی شخصی است و علم فقط یک نقطه نظر است.
داوکینز همچنین از دست دادن ایمان شخصی داروین، نه تنها براساس مشاهدهٔ مکانیسم‌های طبیعی، بلکه با دیدن ستمی که منکر وجود خدایی مهربان است و به ویژه از دست دادن دخترش آنی، را شرح می‌دهد.
در حالیکه داوکینز به عریانی نظر داروین اشاره می‌کند، آخرین بخش این قسمت را با گفتن چگونگی تفکر داروین و خودش در مورد تکامل:
در چشم‌انداز جهان، از نظر وسعت جهان و زمان زمین‌شناسی، ما بی‌اهمیت هستیم. به نظر بعضی این فکر نگران‌کننده و حتی ترسناک است، مانند داروین، من واقعیت را هیجان‌انگیز یافتم.
به پایان می‌برد.